# Amegilla nigricornis
Amegilla nigricornis är en biart som först beskrevs av Morawitz 1873.  Amegilla nigricornis ingår i släktet Amegilla och familjen långtungebin. Inga underarter finns listade i Catalogue of Life.